# Tmarus vitusus
Tmarus vitusus là một loài nhện trong họ Thomisidae.
Loài này thuộc chi Tmarus. Tmarus vitusus được Arthur Merton Chickering miêu tả năm 1965.